# Joakim Kjellbom
Joakim Kjellbom, född 22 april 1979, är en 214 cm lång basketspelare som spelade för Norrköping Dolphins. Tidigare har han spelat i Sundsvall Dragons. Efter säsongen 2009/10 valdes han till ligans mest värdefulla spelare, och han har även 156 A-landskamper i bagaget.
Kjellbom var i flera säsonger den längsta spelaren i den svenska basketligan, men överträffades säsongerna 2009/2010 och 2010/1011 av Uppsala Baskets österrikare Martin Kohlmaier som är 218 cm lång.
Säsongen 2010/2011 blev Kjellbom utsedd till årets center i Svenska basketligan.

Han har också blivit utsedd till MVP fem gånger

## Tidigare klubbar
- Sundsvall Oaks
- Ignis Castelletto Ticino
- Sundsvall Dragons
- Norrköping Dolphins
- BK Armia